# پایگاه هوایی وارونیژ مالوشوا
 پایگاه هوایی وارونیژ مالوشوا  (به انگلیسی: Voronezh Malshevo)  یک فرودگاه نظامی   است که یک باند فرود بتن دارد و طول باند آن ۲۵۰۰ متر است. این فرودگاه در  کشور روسیه قرار دارد و در ارتفاع ۱۵۳ متری از سطح دریا واقع شده است.